# 团结乡 (南江县)
团结乡，是中华人民共和国四川省巴中市南江县下辖的一个乡镇级行政单位。

## 行政区划
团结乡下辖以下地区：
兴裕社区、红岩洞村、谷仓村、亭子村、周山村、回龙村、梭坡村、井田村、安山村、筒车村和罗沟村。